# Charles-Christophe de Mazancourt
Charles-Christophe de Mazancourt, né en janvier 1608 et mort le 13 décembre 1650 à la bataille de Rethel, était un lieutenant général de l'armée royale française.

## Biographie
Charles-Christophe de Mazancourt, vicomte de Courval et de Crennes (fils puîné de Christophe (1537-1617), et de Susanne de Poix (†1620), sa troisième femme), né en janvier 1608, obtint du Roi, étant Gouverneur de Mayence, des biens confisqués, en récompense de ceux qu’il avait en Franche-Comté, le 19 avril 1646. Il avait épousé, le 24 mars 1641, Madeleine-Diane de Marmier, veuve de Léonor Chabot, Comte de Brion, Mirebeau, et fille de Clériadus de Marmier, seigneur de Gatey, baron de Talmay et de Saint-Julien, chevalier d'honneur au Parlement de Dôle, Grand Bailli d'Aval en Franche-Comté, Sergent Général de Bataille pour le Roi d'Espagne, et de Claude-Renée de Pontaillier. Le 30 septembre 1648, le gouverneur fit baptiser son fils Jean-Christophe à l’église de l’abbaye bénédictine sur la citadelle de Mayence.
Mazancourt fut colonel d'Infanterie, puis de Cavalerie, ensuite maréchal de camp le 19 mars 1649. Le 17 juin suivant, il eut le commandement en chef des villes, châteaux et troupes du Roi au Bas-Rhin, et fut gratifié de 1 000 écus de pension. Il était lieutenant général des armées du Roi, quand il fut tué, à la tête de son régiment (le régiment de Courval), à la bataille de Rethel le 13 décembre 1650, s'étant auparavant signalé à la défense de la ville d'Überlingen.